# Base no nucleofílica

DIPEA

Una base no nucleofílica és una base química que no té caràcter nucleofílic.
Una base molt nucleòfila és una base de Lewis que reacciona ràpidament amb un compost electròfil perquè l'energia d'activació de la reacció és baixa. És un concepte cinètic. Per una altra banda una base forta és una base que reacciona amb una base amb un equilibri químic molt desplaçat cap a la formació del producte de la reacció perquè el valor de l'energia lliure de Gibbs de la reacció és molt negativa. És un concepte termodinàmic. Per regla general les bases fortes també són composts molt nucleòfils. Les bases no nucleòfiles són bases que no posseeixen aquesta darrera característica, per la qual cosa són útils en síntesi orgànica quan es vol treure un hidrogen d'un compost i es vol evitar que hi hagi altres reaccions no desitjades de la base amb aquest compost. Exemples d'aquestes bases són la diisopropilamida de liti o DLA, la 2,2,6,6-tetrametilpiperidina de liti o LiTMP i la N,N-diisopropiletilamina o DIPEA.